# Païtiti

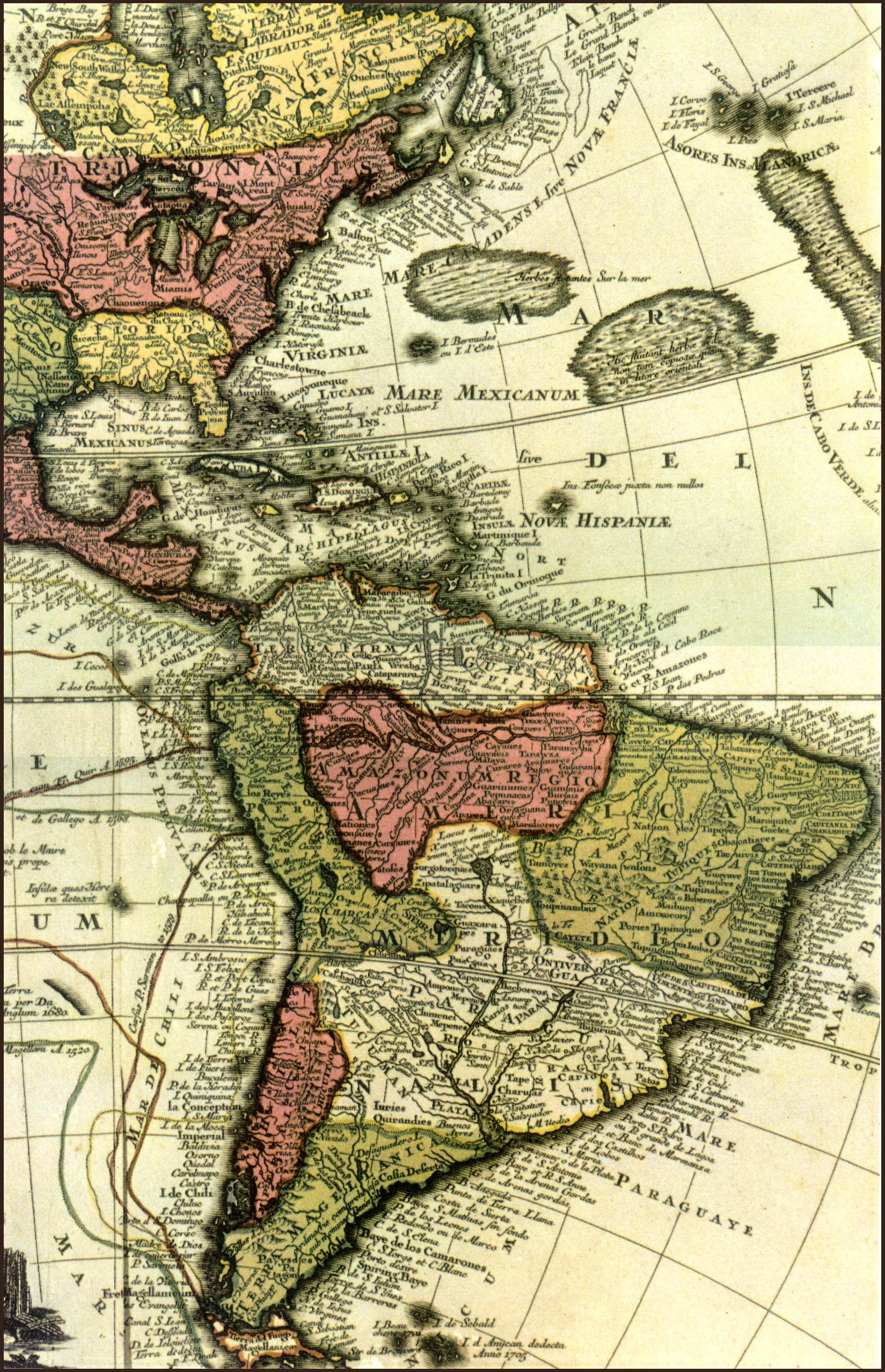
Une carte de l’Amérique de 1705.

Païtiti est une cité mythique inca, qui est censée avoir été située sur le versant oriental des Andes, au Pérou ou en Bolivie, dans la forêt amazonienne, et aurait servi de refuge aux descendants de Huayna Cápac et aux trésors qu'ils auraient cachés aux conquistadors.